# Wilmington, Illinois
Wilmington là một thành phố thuộc quận Will, tiểu bang Illinois, Hoa Kỳ. Năm 2010, dân số của thành phố này là 142 người.

## Dân số
Dân số qua các năm:
- Năm 2000: 5134 người.
- Năm 2010: 142 người.